# Hubert Corbin
Hubert Corbin (La Tronche, 17 febbraio 1951) è uno scrittore francese, autore di thriller che hanno conosciuto un crescente successo di critica e di pubblico.
Non si sa nulla della sua vita, se non che vive a Montpellier, nel sud della Francia.
Si hanno notizie di soli tre romanzi thriller da lui scritti, più volte ristampati in Italia.

## Opere
- 1992 - Weekend di terrore (Week-end sauvage), Piemme 2004 (ISBN 9788838483042); Maestri del thriller n. 32 (2005)
- 1995 - Cadaveri senza volto (Necropsie), Piemme 2000 (ISBN 9788838449505); Maestri del thriller n. 11 (2004)
- 1998 - Deserto di paura (Droit de traque), Piemme 2001 (ISBN 9788838478062); Maestri del thriller n. 26 (2005)